# ꞯ
Cette page contient des caractères spéciaux ou non latins. S’ils s’affichent mal (▯, ?, etc.), consultez la page d’aide Unicode.
La petite capitale q, ꞯ, est une lettre additionnelle de l’écriture latine qui a été utilisée dans l’alphabet phonétique international.

## Utilisation
La petite capitale q ‹ ꞯ › a été utilisée dans l’alphabet phonétique international pour représenter une consonne fricative pharyngale sourde [ħ] avant d’être remplacée par le symbole h barré ‹ ħ › en 1928.
Franz Boas utilise la petite capitale q ‹ ꞯ › comme symbole phonétique dans un recueil de saga de la côte du Nord-Ouest Pacifique publié en 1895.
La petite capitale q ‹ ꞯ › est utilisé en linguistique japonaise comme symbole de phonème spécial, comme les petites capitales ʜ, ɴ, ʀ, ᴊ, pour indiquer la gémination de la consonne obstruante qui la suit,.

## Représentations informatiques
La petite capitale q peut être représentée avec le caractère Unicode suivant :
- précomposé (Latin étendu D) :

| formes    | représentations | chaînes de caractères | points de code | descriptions                              |
| --------- | --------------- | --------------------- | -------------- | ----------------------------------------- |
| minuscule | ꞯ               | ꞯ                     | U+A7AF         | lettre minuscule latine petite capitale q |

## Sources
- Association phonétique internationale, « desizjɔ̃ ofisjɛl », lə mɛːtrə fɔnetik [Le Maître phonétique],‎ juillet–septembre 1928, p. 51–53
- (en) Severin Barmeier, Proposal to encode Latin small capital letter Q (no L2/15-241), 10 octobre 2015 (lire en ligne)
- (de) Franz Boas, Indianische Sagen von de Nord-Pacifischen Küste Amerikas, Berlin, A. Asher, 1895 (lire en ligne)
- (en) ISO/IEC JTC1/SC35, Proposal to encode missing Latin small capital and modifier letters in the UCS (no L2/11-208, N4068), 12 mars 2011 (lire en ligne)
- (en) D.Y. Oshima, « On the morphological status of -te, -ta, and related forms in Japanese: evidence from accent placement », Journal of East Asian Linguistics, vol. 23, no 3,‎ 2014, p. 233–265 (lire en ligne)
- (de) K. B. Wiklund, « Die nordischen lehnwörter in den russisch-lappischen dialekten », Suomalais-Ugrilaisen Seuran aikakauskirja / Journal de la Société finno-ougrienne, vol. 10,‎ 1892, p. 146-206 (lire en ligne)